# Giuseppe Manarin
Giuseppe Manarin (Goito, 20 maggio 1962) è un allenatore di calcio ed ex calciatore italiano, di ruolo centrocampista.

## Carriera

### Giocatore
Cresciuto nel Mantova, dove ha esordito in prima squadra in Serie C1, nel 1983 è approdato al Como in Serie B, dove ha ottenuto una promozione e ha giocato tre partite in Serie A. È passato poi al Padova in Serie B, rimanendoci una stagione. Dopo di che è sceso di categoria con Reggiana e Spezia. Con Centese e Viareggio è sceso ulteriormente di categoria in Serie C2.

### Allenatore
Dopo il ritiro da calciatore, ha frequentato il corso speciale per l'abilitazione ad allenatore professionista di seconda categoria. Dal 2004 al 2011 ha allenato diverse formazioni giovanili del Mantova, mentre nella stagione 2011-2012 è stato assunto dal Parma, che lo ha messo alla guida dei Giovanissimi nazionali prima, e regionali poi. Ha vinto il campionato regionale di categoria nelle annate 2016-2017 e 2017-2018.
Nella stagione 2021-2022, dopo dieci anni, è tornato nelle giovanili del Mantova, guidando la Primavera. Nel novembre 2021 si è dimesso dall'incarico per divergenze con la società.